# Вердикіо

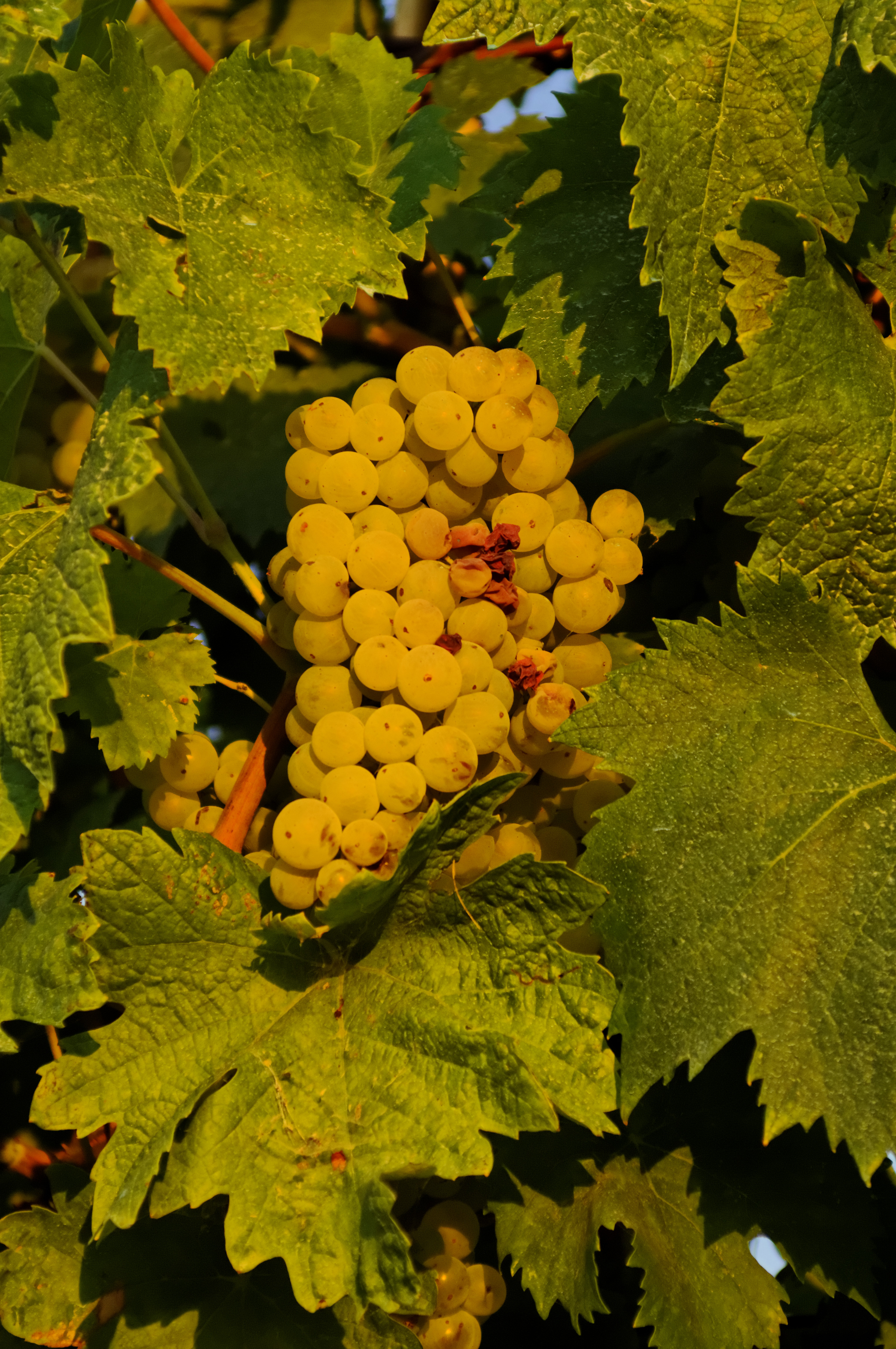
Гроно вердикіо

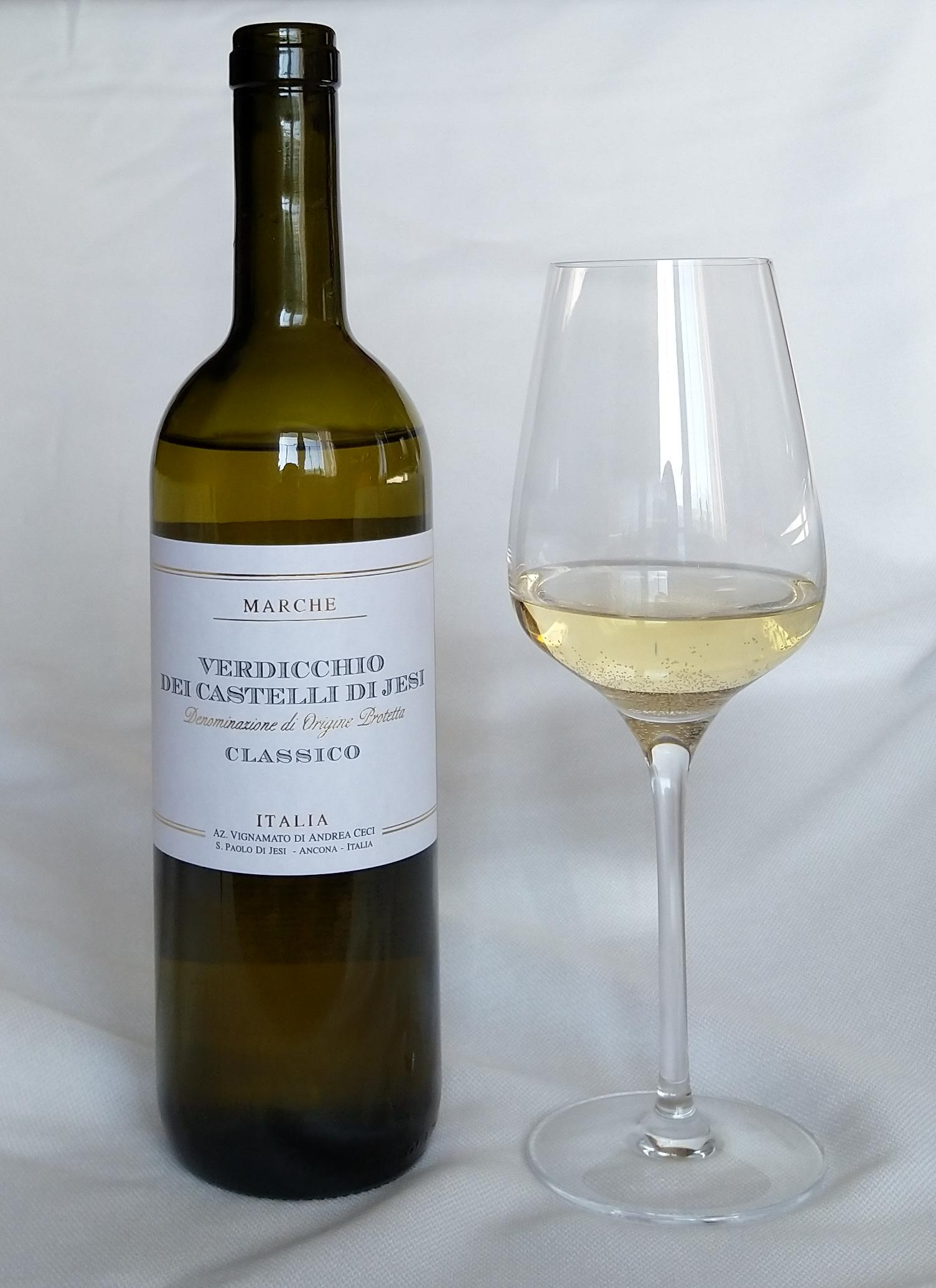
Вино з винограду вердикіо

Вердикіо («італ. Verdicchio») — італійський технічний сорт білого винограду.

## Географія сорту
Сорт є автохтонним для регіону Марке, де він є одним з найпоширеніших білих сортів. Найбільш якісне вино з вердикіо виробляють у виноробних зонах італ. «Castelli di Jesi Verdicchio Riserva DOCG» та італ. «Verdicchio di Matelica Riserva DOCG» — зони розташовані в провінціях Анкона та Мачерата. Також вирощується в інших регіонах Італії, найбільше у центральних (Умбрія, Лаціо, Абруццо тощо). 

## Історія
Сорт відомий з давніх часів, письмові згадки відомі принаймні з XIV століття. У 80-ті роки XX сторіччя сорт займав у Марке дуже великі площі — 65 тис. гектарів та був одним з найпопулярніших білих сортів винограду у світі. Зараз його популярність зменшується.

## Характеристики сорту
Лист середнього розміру, п'ятилопатевий, слабкорозсічений. Квітка двостатева. Гроно середнього розміру, циліндроконічне. Ягоди округлі, жовто-зеленого кольору.  

## Характеристики вина
З вердикіо зазвичай виготовляють купажні сухі вина, можуть також виготовлятись моносортові вина. Вони мають блідо-жовтий колір, аромат мигдалю та цитрусових, виражену кислотність та гарну структуру. Деякі зразки мають гарний потенціал для витримки. Також виготовляються ігристі вина (італ. spumante) та вина з в'яленого винограду (пассіто). Сухі вина вживаються у вигляді аперитиву, гарно поєднуються з ризото, м'якими сирами, рибними стравами та стравами з морепродуктів.

## Синоніми
Сорт має дуже багато синонімів залежно від місцевості у якій вирощується: італ. Marchigiano, Peverenda, Turbiana, Verzaro, Verdicchio Bianco, Verdicchio Verde, Verdicchio Giallo, Trebbiano di Soave, Trebbiano di Lugana тощо.